# Dahra (région du Maroc)
Pour les articles homonymes, voir Dahra.
La Dahra est une région historique du Maroc. Il s'agit d'une vaste région qui prolonge les Hautes plaines d’Oranie et de l’Algérois. C'est le nom que portent les Hauts plateaux dans sa partie marocaine.